# Martin Nemec
Martin Nemec (Koprivnica, 15. listopada 1890. - Koprivnica, 17. ožujka 1947.) bio je ustaški pukovnik, koji je ostao poznat kao upravitelj prvog osnovanog logora u NDH, Danice. 

## Životopis
Po zanimanju je bio trgovac. U ožujku 1933. emigrirao je u Mađarsku i boravio u logoru Janka Puszta. Nakon toga se prebacio u Italiju i boravio po ustaškim logorima.
Nakon proglašenja NDH u travnju 1941. vratio se u domovinu kao član Poglavnikove tjelesne bojne sa činom poručnika. Dana 18. travnja određen je za ustaškog povjerenika za grad i kotar Koprivnicu. Tamo je organizirao prvi logor u NDH, Danica, i bio njegov upravitelj do lipnja 1941. godine. Od samog početka postojanja logora, zatočenici su bili izloženi mučenju koju su sprovodili uprava i stražari. U batinanju logoraša naročito su se isticali Nemecovi sinovi: Martin (mlađi) i Vinko. Martin je uhvaćen kao križar poslije rata i osuđen je na smrt 1948., dok je Vinko poginuo kao ustaša prilikom prve bitke za Koprivnicu 1943. godine. Nemec je  u svojstvu povjerenika Koprivnice 26. travnja 1941. ograničio kretanje književniku i istaknutom koprivničkom HSS-ovcu Mihovilu Pavleku Miškini na koga su vršili pritisak da podrži ustašku vlast. Pošto je Miškina odlučno odbijao poslušnost ustaškom režimu, transporitrali su ga u logor Jasenovac gdje je ubijen 1942. godine.
Od lipnja 1941. se vraća u Ustašku vojnicu i stječe čin satnika. Godine 1943. je imenovan upraviteljem zatvora u Novoj vesi u Zagrebu. Od 1944. godine je ponovno premješten u Koprivnicu. Sudjelovao je u istragama i progonu protiv antifašistički raspoloženih građana grada nakon odbijanja napada NOVJ na grad u listopadu 1944. godine.
Slomom NDH u svibnju 1945. povlačio se prema Austriji, ali su ga u Sloveniji zarobili vojnici Jugoslavenske armije. Uspio je pobjeći iz kolone u Hrvatskoj i prebacio se u Mađarsku, ali su ga tamošnje vlasti uhitile 15. travnja 1946. i izručile ga jugoslavenskim vlastima. Okružni sud u Bjelovaru ga je osudio kao ratnog zločinca na smrt. Javno je obješen na ruševinama logora Danice 17. ožujka 1947., čiji je bio osnivač i upravitelj.

## Odgovornost za zločine
Martin Nemec, kao ustaša-emigrant, bio je prvi upravnik logora Danica u Koprivnici, osnovanog 15. travnja 1941. godine. Kao upravnik, izravno je odgovoran za sudbinu tisuća zatočenika koji su prošli kroz logor, od kojih su mnogi kasnije ubijeni u drugim ustaškim logorima u Lici. Do 15. srpnja 1941. u logoru je bilo 2.656 logoraša.